# Pico Nipple

O pico Nipple é um pico, de 675 m de altitude, situado a 1,9 km a nordeste da Geleira Channel na parte norte da Ilha Wiencke, no Arquipélago Palmer, na Antártida. Descoberto pela Expedição Antártica Belga, 1897–99, sob o comando de Gerlache. O nome (em língua inglesa significa mamilo) foi sugerido pela forma do monte, e dado pelo Falkland Islands Dependencies Survey (Serviço de Dependência das Ilhas Falkland) (FIDS) que mapeou o pico em 1944.
Predefinição:DicionárioGeográfico-gazetteer